# Bonyunia superba
Bonyunia superba är en tvåhjärtbladig växtart som beskrevs av Schomb. och August Progel. Bonyunia superba ingår i släktet Bonyunia och familjen Loganiaceae. Inga underarter finns listade i Catalogue of Life.